# 아이폰 3GS
아이폰 3GS(iPhone 3GS)는 애플에서 2009년 6월 9일에 출시한 iOS 스마트폰으로, 아이폰 3G의 후속 제품이다.
이전 기종인 아이폰 3G 보다 연산처리속도가 최대 2배이상 빨라졌으며, 카메라 성능이 개선됐고, 아이폰 시리즈 최초로 카메라 동영상 녹화기능이 탑재되었다. 이 밖에도 음성인식 기능 등이 추가되었다. 즉, 외형은 그대로지만 하드웨어 성능이 향상되었다. 대한민국에 출시된 최초의 아이폰이다.

## 같이 보기
- 아이폰